# Rock & Wrestling
Rock & Wrestling ist eine Veranstaltungsreihe, die seit 2003 jährlich in Hamburg-St. Pauli stattfindet.

## Charakter
Rock & Wrestling ist eine subkulturelle Wrestling-Show in Form eines einen Abend dauernden Turniers. Wie beim professionellen Wrestling werden Charaktere entworfen, die durch Wrestler verkörpert werden. Diese treten paarweise gegeneinander an und führen einen im Vorfeld choreographierten Kampf auf, aus dem ein Wrestler als Sieger hervorgeht. Nachdem alle Kämpfer gegeneinander angetreten sind, wird der Gesamtsieger des Abends durch schriftliches Publikumsvotum ermittelt. Es kann mithin auch der Verlierer einer Partie als Gesamtsieger des Abends hervorgehen. Begleitet wird das Event durch einen Moderator sowie durch Auftritte von Bands vor den Kämpfen sowie in der Pause.

## Geschichte
Die Veranstaltung geht auf eine Idee der Mitarbeiter der Komet Bar in St. Pauli zurück; Inspiration war ein Song des Schweizer Musikers Beat Zeller, Gründer von Voodoo Rhythm Records. Zielsetzung der Veranstalter war, Rock-’n’-Roll-Musik mit US-amerikanischem Wrestling und mexikanischem Lucha Libre zu kombinieren. Zwei Jahre lang existierte Rock & Wrestling als Partyreihe in der Komet-Bar, bevor 2003 die erste Veranstaltung im heutigen Sinne mit choreografierten Kämpfen und Musikeinlagen auf dem Dach einer Garage im Hinterhof der Bar abgehalten wurde. Wegen der steigenden Besucherzahlen wechselte sie 2005 in die deutlich größere Lokalität Hafenklang. 2007 kam es auf Grund einer nicht genehmigten Verwendung der Comicfigur „Superman“ zu einer Abmahnung, deren Kosten durch eine Solidaritätsveranstaltung auf der MS Stubnitz refinanziert werden mussten. Dort wurde ebenfalls eine Wrestling-Show veranstaltet, so dass es 2007 einmalig zwei Gesamtsieger gab. 2011 wurde zusätzlich zum Event im Hafenklang eine Show auf dem Fusion Festival im Mecklenburg-Vorpommerschen Lärz aufgeführt. 2013 erschienen ein Printmagazin zum Event sowie eine an die Panini-Bilder angelehnte Serie von Sammelbildchen. 2017 fand die Veranstaltungsreihe anlässlich der 15. Aufführung an zwei Abenden statt.
2018 wurde in der Roten Fabrik in Zürich eine zusätzliche Veranstaltung mit identischem Ablauf durchgeführt. Im September 2018 wurde auf der „opera-stabile“-Bühne der Hamburgischen Staatsoper die fünfteilige „Operanovela“ Ring & Wrestling aufgeführt, die unter Einbeziehung der Darsteller und Charaktere des Rock & Wrestling eine Alternativversion des Ring des Nibelungen präsentierte. Die Musik des Formats wurde von Leo Schmidthals komponiert, Regisseur war Dominik Günther, der unter seinem Bühnennamen „Nik Neanderthal“ auch in das Programm der regulären Wrestlingshow eingebunden ist.
Beim zweiten Besuch in Zürich im Jahr 2019 kämpften zusätzlich zu den Hamburger Gästen zwei Züricher Wrestler gegeneinander; der Erlös der Veranstaltung wurde für Flüchtlinge tätigen Seenotrettungsorganisationen gespendet. Ebenfalls 2019 gastierte Rock & Wrestling auf dem Computerspielfestival Play in der Markthalle Hamburg. Dabei konnten Zuschauer interaktive Einfluss auf einen Kampf nehmen.
2020 fand die Show bedingt durch die grassierende COVID-19-Pandemie online statt. Es gab keine Kämpfe und somit keinen Sieger, stattdessen präsentierten Standardmoderator Don Pedro und Nik Neanderthal aus den Räumlichkeiten des Hafenklang heraus für die Show gedrehte Kurzfilme, Videomaterial aus den Anfangstagen der Show sowie Livemusik der Band Thee Drongos. Das Plakat zur 2023er-Veranstaltung wurde von Carsten Meyer gestaltet, der sich mit seiner Band Ruhrpott Robots auch am musikalischen Rahmenprogramm der Veranstaltung beteiligte. Im Herbst 2023 fand erneut eine Veranstaltung in Zürich statt, diesmal unter Beteiligung lokaler Wrestler.
Die Show entstammt dem linksalternativen Milieu in St. Pauli. Gelegentlich nimmt die Veranstaltung Bezug auf aktuelle politische Themen, indem Personen oder Institutionen, die nach Meinung der Veranstalter negativen Einfluss auf die Entwicklung St. Paulis nehmen, als Heels dargestellt und demütigend besiegt werden. So wurden 2009 Immobilienspekulanten dargestellt und 2014 das Auftreten Corny Littmanns in der Lokalpolitik von St. Pauli aufgegriffen. Rock & Wrestling ist gemeinsam mit dem Kölner Rock'n'Roll Wrestling Bash die erste derartige Veranstaltung in Deutschland und dient als Vorbild für ähnlich ausgerichtete Events wie das NBG Trash Wrestling in Nürnberg.
| Jahr        | Veranstaltungsort                   | Sieger                        | Bands                                                          |
| ----------- | ----------------------------------- | ----------------------------- | -------------------------------------------------------------- |
| 2003        | Komet (Hamburg)                     |                               |                                                                |
| 2004        | Komet (Hamburg)                     | Haidi Hitler                  | Nik Neandertal, Mr. Brain W. Williams                          |
| 2005        | Hafenklang (Hamburg)                | Nik Neandertal                | Nik Neandertal, Digger and the Pussycats                       |
| 2006        | Hafenklang                          | Captain Penis                 | Bitchfinga                                                     |
| 2007        | Hafenklang-Exil (Hamburg)           | Bento III                     | Ohlsen Syndrom, The Stilettos                                  |
| 2007        | MS Stubnitz (Hamburg)               | Dolly Duschenka               | Reverend Beat-Man, Chung, Muttersöhnchen                       |
| 2008        | Hafenklang-Exil                     | Jesus                         | Ohlsen Syndrom, Muttersöhnchen                                 |
| 2009        | Hafenklang                          | Muhfumba                      |                                                                |
| 2010        | Hafenklang                          | Loony Lobster                 | Boy Division, D-66                                             |
| 2011        | Hafenklang                          | Iron Maidel                   | Boy Division                                                   |
| 2012        | Hafenklang                          | Haidi Hitler                  | Animal Grind, Caracho                                          |
| 2013        | Hafenklang & MS Dockville (Hamburg) | Nik Neandertal                | Hallo Werner Clan, Testsieger, Cheating Hearts, OB & BRRR      |
| 2014        | Hafenklang                          | Loony Lobster                 | Mächtig, The Ricky Kings                                       |
| 2015        | Hafenklang                          | Team Bento                    | El Cantina, The Bucky Rage                                     |
| 2016        | Hafenklang                          | Pinkzilla                     | The Beasts, Leafoot Tea                                        |
| 2017, Tag 1 | Hafenklang                          | Renate & Die Katzenladys      | Cheating Hearts, The Black Drongos                             |
| 2017, Tag 2 | Hafenklang                          | Thunder Cunt                  | The Haemorrhoids, Boy Division                                 |
| 2018        | Hafenklang                          | Dolly Duschenka               | The Dutts, Hipbone Slim                                        |
| 2018        | Rote Fabrik (Zürich)                | Haidi Hitler                  | Pisse, The Cheating Hearts, Despu Palliton                     |
| 2019        | Hafenklang                          | Mr. Cheese                    | Rantanplan                                                     |
| 2019        | Rote Fabrik (Zürich)                | Aargauer Putzhilfe            | Dÿse, Paranoid Pictures, De_bris                               |
| 2019        | Markthalle (Hamburg)                | St. Pauli auf’s Mauli         |                                                                |
| 2020        | Hafenklang                          | (keine Kämpfe wegen COVID-19) | Thee Drongos                                                   |
| 2021        |                                     | (keine Kämpfe wegen COVID-19) |                                                                |
| 2022, Tag 1 | Hafenklang                          | Irene die Sirene              | Bittter, Dirk Geil & the Fendersons                            |
| 2022, Tag 2 | Hafenklang                          | Blockflötenkind               | Baby Shakes, Dirk Geil & the Fendersons (als „The Filthtones“) |
| 2023        | Hafenklang                          | Dolly Duschenka               | Rattengift, Ruhrpott Robots                                    |
| 2023        | Dynamo (Zürich)                     | Anna Goldie                   | Gøldi, New Kids From The Docks, Krav Boca                      |
| 2024        | Hafenklang                          | Mr. Cheese                    | Poolhead, Sex Organs                                           |
| 2025        | Hafenklang                          | Kitty Lambrusco               | Gogoponies, Uh! Batman                                         |

## Medienrezeption
Norddeutsche Medien berichten regelmäßig über die Veranstaltung, ebenso überregionale Blogs. Die Hamburger Morgenpost definierte das Event dabei als "trashiges Kult-Catchen", das Hamburger Abendblatt als „Subkultur-Institution (...) mit (...) gesellschaftspolitischen Hintergedanken“. Der Regisseur Dominik Günther, der Ring & Wrestling an der Hamburgischen Staatsoper inszeniert hatte, bezeichnete Rock & Wrestling als „die bunteste, kreativste, energetischste und aufregendste Veranstaltung des Jahres in Hamburg“. Das Online-Musikmagazin Pretty in Noise zählt die Shows des „ständig ausverkauften Subkulturhits (...) zu den kultigsten und schweißtreibendsten Spektakeln“ Hamburgs.
2008 erfolgte in der Hamburger Galerie Linda eine Ausstellung mit Fotos der Fotografen Anne Gabriel-Jürgens und Frank Egel, die diese im Laufe der Jahre im Showroom sowie im Backstagebereich der Veranstaltung erstellt hatte. Im Zuender-Magazin von Zeit Online erschien in diesem Jahr außerdem eine Videoreportage über die Veranstaltung. 2010 wurde die Dokumentation "Smash Trash Wrestling Bash" der Hamburger Filmemacherin Bianca Wiehmeier veröffentlicht. 2012 folgte eine Soloausstellung von Egel im Kulturraum Projektor im Hamburger Karoviertel.